# Arquivo de texto

Uma versão estilizada de uma representação icónica CSV-formatado arquivo de texto.

Um arquivo de texto é uma espécie de ficheiro informático que é estruturado como uma sequência de linhas. O fim de um arquivo de texto é frequentemente denotado por colocar um ou mais caracteres especiais, conhecidos como um marcador fim-de-arquivo, após a última linha em um arquivo de texto.
"Arquivo de texto" refere-se a um tipo de  recipiente, enquanto texto plano refere-se a um tipo de conteúdo. Ficheiros de texto podem conter texto simples, mas não estão limitados a isso.
Em um nível de descrição genérica, existem dois tipos de arquivos do computador: arquivos texto e arquivos binários. sim

## Armazenamento de dados
Devido à sua simplicidade arquivos texto são comumente utilizados para armazenamento de informações. Eles evitam alguns dos problemas encontrados com outros formatos de ficheiro, tais como extremidade, padding bytes, ou diferenças no número de bytes em uma máquina word. Além disso, quando a corrupção de dados ocorre em um arquivo de texto, é muitas vezes mais fácil de recuperar e continuar o tratamento do restante conteúdo. Uma desvantagem de arquivos de texto é que eles normalmente têm uma baixa entropia, o que significa que a informação ocupa mais espaço do que é estritamente necessário.

## Formatos

### ASCII
O ASCII padrão permite apenas arquivos de texto ASCII (ao contrário da maioria dos outros tipos de arquivo), para ser de livre intercâmbio e ser legível, ou ser lido em plataformas de sistemas operacionais diversas, tais como: Unix, LINUX, Android, IOS, Macintosh,Microsoft Windows, DOS. Estes diferem em suas preferências linha que termina convenção e da sua interpretação de valores fora do intervalo ASCII (sua codificação de caracteres).

### MIME
Texto arquivos normalmente têm o MIME type "texto/plano", geralmente com informações adicionais indicando uma codificação. Antes do advento do Mac OS X, o Mac OS sistema considerado o conteúdo de um arquivo (os data fork), a ser um arquivo de texto quando o seu recurso fork indicou que o tipo de arquivo foi o "texto". Sob o sistema operacional Windows, um arquivo é considerado como um arquivo de texto, se o sufixo do nome do arquivo (a "extensão") é "txt". No entanto, muitos outros sufixos são usados para arquivos de texto com fins específicos. Por exemplo, o código fonte para programas de computador é geralmente mantidos em ficheiros de texto que tem o nome do ficheiro sufixos indicando a linguagem de programação em que a fonte está escrito.

### .txt
.txt é uma extensão de arquivo para arquivos de texto que não contém formatação (ex: sem negrito ou itálico). A definição precisa do formato não é especificada, mas normalmente coincide com o formato aceito pelo sistema terminal ou simples editor. Arquivos com a extensão .txt podem ser facilmente lidos ou abertos por qualquer programa que lê texto e, por essa razão, são considerados universais (ou plataforma independente).
O conjunto de caracteres ASCII é o formato mais comum do idioma inglês para arquivos de texto, e é geralmente aceito que é o formato de arquivo padrão em muitas situações. Para acentuados e outros caracteres não-ASCII, é necessário escolher uma codificação de caracteres. Em muitos sistemas, esta é escolhida com base no padrão locale definido no computador onde é lido. Codificações comuns de caracteres incluem ISO 8859-1 para muitas línguas europeias.
Como muitas codificações tem apenas um limitado repertório de caracteres, elas muitas vezes só são utilizáveis para representar um texto em um subconjunto de recursos limitados de línguas. Unicode é uma tentativa de criar uma norma comum para representar todas as línguas conhecidas, e os mais conhecidos conjuntos de caracteres são subconjuntos do grande conjunto de caracteres Unicode. Embora existam várias codificações de caracteres disponíveis para o Unicode, a mais comum é UTF-8, que tem a vantagem de ser compatível com ASCII, ou seja, todo arquivo de texto ASCII é também um arquivo de texto UTF-8 com significado idêntico.
Além de tudo, estes arquivos são facilmente editáveis, bastando alterar o que está escrito, com um simples delete seguido de nova escrita.

### Padrão do Windows. Txt
Microsoft MS-DOS e Windows usam um formato de arquivo de texto comum, com cada linha de texto separados por uma combinação dois caracteres: CR e LF, que têm códigos ASCII 13 e 10. É comum que a última linha do texto não deve ser encerrado com um CR-LF marcador, e muitos editores texto (incluindo o Bloco de notas) não insere automaticamente um na última linha.
A maioria dos arquivos do Windows de uma forma de usar ANSI, OEM ou codificação Unicode. O Windows terminologia chamadas "ANSI encodings" são geralmente single-byte ISO-8859 codificações, excepto em locais como o chinês, japonês e coreano que exigem conjuntos de caracteres de byte duplo. ANSI codificações foram tradicionalmente utilizado como sistema padrão locale do Windows, antes da transição para Unicode. Em contrapartida, OEM codificações, também conhecida como MS-DOS código de páginas, foram definidos pela IBM para uso no original IBM PC em modo texto visor sistema. Eles incluem tipicamente gráficas e de linha de desenho de caracteres comuns em full-screen do MS-DOS aplicações. Os arquivos textos do Windows podem utilizar uma codificação Unicode, tal como UTF-16LE e UTF-8.

### Renderização
Quando aberto por um texto legível por humanos conteúdo é apresentado ao utilizador. Esta é constituída por muitas vezes o arquivo de texto simples visível ao usuário. Dependendo da aplicação, o controlo códigos podem ser prestados quer como literal instruções executadas pelo editor, ou como visível escapar caracteres que pode ser editado como texto simples. Ainda pode haver texto simples em um arquivo de texto, controle caracteres dentro do arquivo (em especial o fim-de-arquivo de caracteres) pode tornar o texto simples invisìveis por um determinado método.